# Campionato italiano Ice Sledge Hockey 2014-2015
Il Campionato italiano Ice Sledge Hockey 2014-2015 è stata l'undicesima edizione di questo torneo, organizzato dalla Federazione Italiana Sport del Ghiaccio, la seconda a quattro squadre.
Le South-Tyrol Eagles vincono il loro settimo titolo italiano.

## Formula e partecipanti
Le compagini iscritte sono state quattro: le rappresentative regionali di Piemonte (Tori Seduti), Lombardia (Armata Brancaleone), Alto Adige (South-Tyrol Eagles, campioni in carica) e Friuli-Venezia Giulia (Aquile Friuli-Venezia Giulia).
La formula è rimasta invariata rispetto alle stagioni precedenti: nella Regular Season le squadre disputano un doppio girone di andata e ritorno.
In caso di parità al termine dei tempi regolamentari, si giocava un tempo supplementare con la regola del golden gol. In caso di ulteriore parità, si passava ai tiri di rigore. Sono stati assegnati tre punti alla squadra vincitrice nei tempi regolamentari, due alla squadra vincitrice ai tempi supplementari o ai rigori, un punto alla squadra sconfitta ai supplementari o ai rigori.
Alla Regular Season sono seguiti i play-off che hanno visto affrontarsi in semifinale, al meglio delle tre gare, la prima contro la quarta classificata e la seconda contro la terza. Le vincenti delle semifinali si sono incontrate nella finale scudetto, sempre al meglio delle tre gare. Non era prevista la finale terzo-quarto posto: le squadre si sono classificate in base alla posizione in Regular Season.

## Regular season
| Pos | Squadra                      | G  | V  | VS | PS | P  | GF | GS | DG  | Pt |
| --- | ---------------------------- | -- | -- | -- | -- | -- | -- | -- | --- | -- |
| 1   | South-Tyrol Eagles           | 12 | 12 | 0  | 0  | 0  | 72 | 12 | +60 | 36 |
| 2   | Tori Seduti                  | 12 | 7  | 1  | 0  | 4  | 15 | 20 | −5  | 23 |
| 3   | Armata Brancaleone           | 12 | 3  | 0  | 1  | 8  | 12 | 34 | −22 | 10 |
| 4   | Aquile Friuli-Venezia Giulia | 12 | 1  | 0  | 0  | 11 | 7  | 40 | −33 | 3  |

| 1ª              | giornata                       | 6ª              |
| 11/12 ott. 2014 |                                | 24/25 gen. 2015 |
| 1-2             | Aquile FVG-Armata Brancaleone  | 0-2             |
| 2-1             | South-Tyrol Eagles-Tori Seduti | 5-0             |
| 1-3             | Aquile FVG-Armata Brancaleone  | 1-0             |
| 6-3             | South-Tyrol Eagles-Tori Seduti | 6-0             |

| 3ª              | giornata                              | 4ª            |
| 22/23 nov. 2014 |                                       | 6/7 dic. 2014 |
| 0-5 (tav.)      | Aquile FVG-Tori Seduti                | 0-5 (tav.)    |
| 2-5             | Armata Brancaleone-South-Tyrol Eagles | 0-7           |
| 0-5 (tav.)      | Aquile FVG-Tori Seduti                | 0-5 (tav.)    |
| 2-3             | Armata Brancaleone-South-Tyrol Eagles | 0-5           |

| 2ª              | giornata                       | 5ª              |
| 15/16 nov. 2014 |                                | 10/11 gen. 2015 |
| 1-0 (dts)       | Tori Seduti-Armata Brancaleone | 2-0             |
| 1-6             | Aquile FVG-South-Tyrol Eagles  | 3-8             |
| 5-0             | Tori Seduti-Armata Brancaleone | 3-1             |
| 0-7             | Aquile FVG-South-Tyrol Eagles  | 0-12            |

## Play-off
|  | Semifinali | Semifinali                   | Semifinali                   | Semifinali | Semifinali |  |  | Finale             | Finale             | Finale             | Finale | Finale |  |
|  |            |                              |                              |            |            |  |  |                    |                    |                    |        |        |  |
|  | 1          | South-Tyrol Eagles           | South-Tyrol Eagles           | 12         | 8          |  |  |                    |                    |                    |        |        |  |
|  | 4          | Aquile Friuli-Venezia Giulia | Aquile Friuli-Venezia Giulia | 2          | 0          |  |  | South-Tyrol Eagles | South-Tyrol Eagles | South-Tyrol Eagles | 2      | 2      |  |
|  | 2          | Tori Seduti                  | Tori Seduti                  | 2          | 3          |  |  | Tori Seduti        | Tori Seduti        | Tori Seduti        | 0      | 0      |  |
|  | 3          | Armata Brancaleone           | Armata Brancaleone           | 0          | 1          |  |  |                    |                    |                    |        |        |  |

Legenda:
†: vittoria ai tempi supplementari; ‡: vittoria dopo i tiri di rigore

### Semifinali

#### Gara 1
| Egna 21 febbraio 2015, ore 16.15 CET | Aquile Friuli-Venezia Giulia | 2 – 12 (1-3; 1-4; 0-5) referto | South-Tyrol Eagles | WürthArena\| Arbitro: \| Luca Grisenti \| |
| Arbitro:                             | Luca Grisenti                |                                |                    |                                           |

| Varese 8 febbraio 2015, ore 12:30 CET | Armata Brancaleone                             | 0 – 2 (0-1; 0-0; 0-1) referto | Tori Seduti | PalAlbani\| Arbitri: \| Willy Vinicio Volcan Stefano Giovanni Terragni \| |
| Arbitri:                              | Willy Vinicio Volcan Stefano Giovanni Terragni |                               |             |                                                                           |

#### Gara 2
| Egna 22 febbraio 2015, ore 10:00 CET | South-Tyrol Eagles            | 8 – 0 (4-0; 4-0; 0-0) referto | Aquile Friuli-Venezia Giulia | WürthArena\| Arbitri: \| Manuel Manfroi Massimo De Col \| |
| Arbitri:                             | Manuel Manfroi Massimo De Col |                               |                              |                                                           |

| Torino 28 febbraio 2015, ore 18.00 CET | Tori Seduti                  | 3 – 1 (1-0; 1-1; 1-0) referto | Armata Brancaleone | PalaTazzoli\| Arbitri: \| Mauro Scanacapra Mauro Costa \| |
| Arbitri:                               | Mauro Scanacapra Mauro Costa |                               |                    |                                                           |

### Finale

#### Gara 1
| Egna 7 marzo 2015, ore 13.30 CET | South-Tyrol Eagles             | 2 – 0 referto | Tori Seduti | WürthArena\| Arbitri: \| Massimo De Col Walter Zuccatti \| |
| Arbitri:                         | Massimo De Col Walter Zuccatti |               |             |                                                            |

#### Gara 2
| Egna 8 marzo 2015, ore 9.00 CET | South-Tyrol Eagles | 2 – 0 referto | Tori Seduti | WürthArena |